# Oval (votka)
Oval votka je žestoko alkoholno piće koje se proizvodi u Austriji. Sadrži 42% alkohola, a dobiva se višestrukom destilacijom žitarica posebnim, patentiranim procesom koji ovoj votki daje jedinstven okus. Najvažnije tržište ove votke su SAD,gdje je predstavljena 2007. godine, a spada u skupinu premium votki, njen cjenovni razred je oko 40 USD za bocu od 0,75 l. Sjajnom promocijom, uz jedinstvene ideje, Oval votka postiže izvandredne uspjehe na tržištu. Jedna od takvih promotivnih akcija je i plasman 7000 kristalnih boca ove votke koje je izradio Svarovski, čime je postignut proboj i na tržište UK.